# Stirexephanes albitrochanterus
Stirexephanes albitrochanterus är en stekelart som först beskrevs av Tohru Uchida 1956.  Stirexephanes albitrochanterus ingår i släktet Stirexephanes och familjen brokparasitsteklar. Inga underarter finns listade i Catalogue of Life.